# Gare de Tavera
Gare de Tavera vasútállomás Franciaországban, Tavera településen.

## Vasútvonalak
Az állomást az alábbi vasútvonalak érintik:
- Bastia-Ajaccio-vasútvonal

## Kapcsolódó állomások
A vasútállomáshoz az alábbi állomások vannak a legközelebb:
- Gare de Bocognano
- Gare d’Ucciani